# Nicolae Popea
Nicolae Popea (17. února 1826 Săcele – 8. srpna 1908 Caransebeș) byl rakouský duchovní rumunské pravoslavné církve a politik rumunské národnosti ze Sedmihradska, v 2. polovině 19. století poslanec Říšské rady.

## Biografie
Byl synem faráře. Studoval právo na Klužské univerzitě a v letech 1847–1848 katolickou teologii na Vídeňské univerzitě. Působil pak jako tajemník pravoslavného biskupství v Sibini. V letech 1856–1870 pracoval jako učitel na teologickém učitelském ústavu v Sibini. V letech 1870–1889 byl vikářem sibiňského arcibiskupství. V období let 1889–1908 zastával funkci pravoslavného biskupa v banátském Caransebeși. Zabýval se též historickým bádáním.
Po obnovení ústavní vlády se zapojil i do politiky. Počátkem 60. let 19. století byl poslancem nově ustaveného Sedmihradského zemského sněmu. Zemský sněm ho roku 1863 delegoval i do Říšské rady (tehdy ještě volené nepřímo) za Sedmihradsko. 20. října 1863 složil slib, 12. listopadu 1864 opětovně složil slib.